# Sternopriscus alligatorensis
Sternopriscus alligatorensis är en skalbaggsart som beskrevs av Lars Hendrich och Watts 2004. Sternopriscus alligatorensis ingår i släktet Sternopriscus och familjen dykare. Inga underarter finns listade i Catalogue of Life.

## Bildgalleri

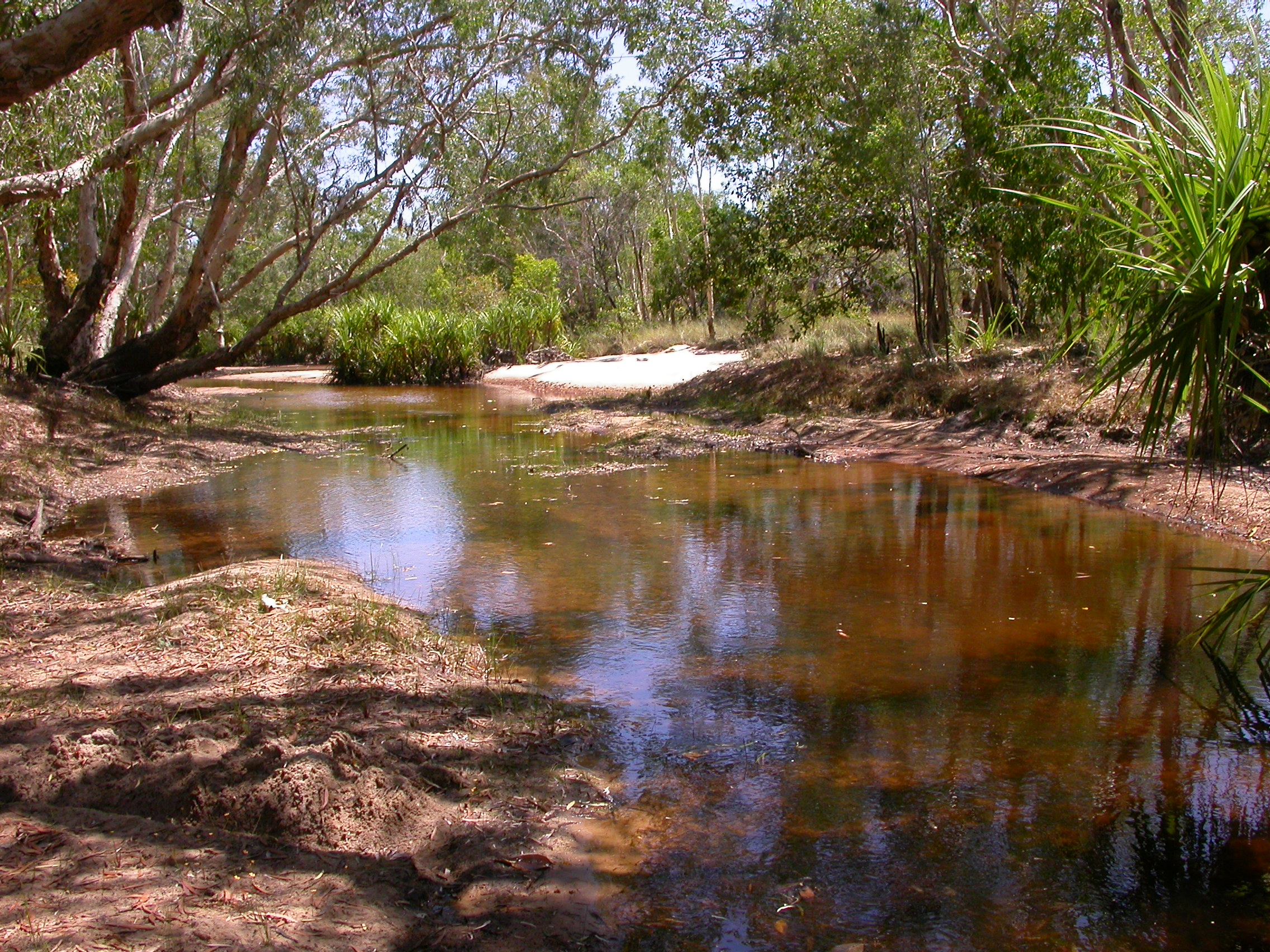
Habitat för S. alligatorensis vid Magela Creek, Australien.